# Opiekuńczy duszek
Opiekuńczy duszek (jap. 妖精ディック Yōsei Dikku; ang. Fairy Dick) – japoński serial animowany w reżyserii Masamiego Haty.

## Wersja japońska

### Obsada (głosy)
- Ryūsei Nakao jako Dick
- Satomi Kōrogi

### Piosenki
- Opening: Odoro Odoro no Yosei DANSU w wykonaniu Ryūsei Nakao
- Ending: w wykonaniu Mitsuko Horie

## Wersja polska
W Polsce serial był emitowany na Polsacie z dubbingiem angielskim i polskim lektorem.